# Cold Mountain
Cold Mountain is een Amerikaanse oorlogsfilm uit 2003 van regisseur Anthony Minghella, gebaseerd op het gelijknamige boek uit 1997 van Charles Frazier. De hoofdrollen worden vertolkt door Jude Law, Nicole Kidman en Renée Zellweger.

## Verhaal
Het verhaal speelt zich af in de periode net voor, tijdens en net na de Amerikaanse Burgeroorlog rond 1860/1870. Inman wordt opgeroepen om voor de Zuidelijke Federale Staten te gaan vechten. Vlak voor vertrek ontstaat er liefde tussen Inman en Ada. Inman belooft gauw terug te keren en Ada belooft op hem te wachten.
De film start met een bloederige actiescène op het slagveld van de Slag van de Krater bij Petersburg, Virginia waarbij velen omkomen en Inman gewond wordt. Aan de hand van een terugverwijzingsscène wordt getoond hoe Inman en Ada bij elkaar zijn gekomen en hoe ze ook weer gescheiden zijn omdat hij naar de oorlog moest.
Eenmaal in het leger raakt Inman dus gewond en komt hij in een ziekenhuis te liggen. Daar ontvangt hij een brief van zijn geliefde Ada en hoewel deserteurs streng worden aangepakt en vaak geëxecuteerd besluit hij te deserteren en terug te keren naar Cold Mountain, waar Ada na al die jaren nog steeds op hem wacht.
Tijdens zijn tocht ziet hij een oude priester die zijn slapende slavin wil dumpen in de rivier omdat hij haar zwanger heeft gemaakt (een man die zijn volk predikt mag immers niemand zwanger maken en zeker zijn slavin niet). Inman verhindert dit en redt haar.
In die tijd is Ada haar vader gestorven. Zijn boerderij heeft hij overgelaten aan zijn dochter Ada maar die heeft het moeilijk om het te onderhouden. Ada krijgt een hulpvrouw die haar zal helpen met het onderhouden van het huis, ploegen, koeien melken, ...
Op zijn tocht wordt Inman achternagezeten door een garde die jaagt op deserteurs.
Dan komt hij een dominee Veasey tegen die samen met hem verder trekt. Op een bepaald moment komen ze iemand tegen die zijn dode koe probeert te verplaatsen, aangezien die zorgt voor vervuiling van het riviertje dat daar loopt. Ze besluiten hem te helpen en krijgen in ruil voor hun hulp onderdak bij hem. Daar worden ze gevat door de garde die onverwacht binnenstormt. Inman en de dominee Veasey worden gevangen.
Op hun tocht komt de garde een patrouille tegen. Ze verschuilen zich, maar de gevangenen en Inman besluiten te vluchten. Iedereen wordt doodgeschoten, maar Inman overleeft. Hij is echter geketend aan de dominee en zijn lotgezellen en kan zich quasi niet verplaatsen. Uiteindelijk komt een oude vrouw hem redden en geeft hem onderdak bij haar thuis.
Tegelijkertijd wordt Ada nog steeds lastiggevallen door een Teague, leider van de Home Guard, die haar boerderij blijkt te willen.
Ada en haar hulpje Ruby krijgen bezoek van Ruby’s vader Stobrod.
Op dat moment verlaat Inman de oude vrouw. Op z’n tocht krijgt hij opvang bij een jonge vrouw. De volgende dag doodt Inman drie Federale militairen, genoemd "Federals", nadat deze mensen Sara en haar baby bedreigden en het familievarken stalen, de enige vorm van bestaan dat de familie heeft.
Stobrod, zijn medemuzikanten en andere deserteurs worden beschoten door wrede mannen; de leider is dezelfde die uit is op Ada’s boerderij, namelijk Teague.
Ada en Ruby gaan vruchten plukken en vinden de beschoten mannen. Ze vinden Ruby’s vader echter nog levend terug. Inman bereikt Black Cove, de boerderij van Ada. Hij treft daar niemand aan behalve een jongen die hem vertelt dat Ada in de bergen is. Hij gaat haar zoeken maar raakt haar sporen in de sneeuw kwijt. Gelukkig vindt hij haar een dag later. Ze gaan terug naar Black Cove waar Inman en Stobrod herstellen.
Ada en Ruby gaan op een bepaald moment op pad in het bos. Ze worden verrast door Teague en zijn Home Guard. Ze slagen erin hen te verslaan nadat Inman en de mannen hen op tijd vinden. Helaas sterft Inman bij het gevecht met de laatste man.
Tien jaar later komen Ada en haar negenjarige dochter, genaamd Grace Inman, en de familie van Ruby 's ochtends bij elkaar. Ruby is met een jongen uit Georgia, Reid genaamd, getrouwd en heeft een dochter en een baby. De familie zit aan de ontbijttafel. Stobrod bespeelt zijn viool en Ada leest voor aan de kinderen.

## Rolverdeling
- Jude Law: W.P. Inman
- Nicole Kidman: Ada Monroe
- Renée Zellweger: Ruby Thewes
- Eileen Atkins: Maddy
- Kathy Baker: Sally Swanger
- James Gammon: Esco Swanger
- Brendan Gleeson: Stobrod Thewes
- Philip Seymour Hoffman: Reverend Veasey
- Charlie Hunnam: Bosie
- Cillian Murphy: Bardolph
- Natalie Portman: Sara
- Giovanni Ribisi: Junior
- Donald Sutherland: Reverend Monroe
- Ethan Suplee: Pangle
- Jack White: Georgia
- Ray Winstone: Teague
- Lucas Black: Oakley
- Emily Deschanel: Mrs. Morgan
- Jena Malone: Ferry Girl
- Richard Brake: Nym

## Achtergrond

### Productie
Cold Mountain, waar de film zich afspeelt, is een echt bestaande berg in het Pisgah National Forest in Haywood County (North Carolina). De film is echter voornamelijk opgenomen in Roemenië, waaronder in de Karpaten. Verder is gefilmd in Virginia, South Carolina en North Carolina. Er werd voor gekozen om de film in Oost-Europa op te nemen omdat de productiekosten daar lager waren, terwijl ook het landschap daar nog geschikter was om als decor te dienen voor de tijdsperiode waarin de film speelt.
De film betekende een technologisch keerpunt in de manier waarop de filmmontage doorgaans plaatsvindt. Walter Murch monteerde Cold Mountain met Apples sub-$1000 Final Cut Pro software. Dit was een grote stap voor een speelfilm met een budget zo groot als dat van Cold Mountain.

### Filmmuziek
De muziek van Cold Mountain werd deels geproduceerd door T Bone Burnett, die ook meewerkte aan de filmmuziek van O Brother, Where Art Thou?. De film maakt veel gebruik van blues en folkelementen. Er komen nummers in voor die zijn geschreven door Jack White van de White Stripes, Elvis Costello en Sting. Costello en Stings nummers The Scarlet Tide en You Will Be My Ain True Love werden beide genomineerd voor de Oscar voor beste originele lied.
De film omvat de volgende nummers:
1. "Wayfaring Stranger" (gezongen door Jack White) – 4:25
2. "Like A Songbird That Has Fallen" - Reeltime Travelers – 3:13
3. "I Wish My Baby Was Born" - Tim Eriksen, Riley Baugus en Tim O'Brien – 3:09
4. "Scarlet Tide" - Alison Krauss – 2:59
5. "The Cuckoo" - Tim Eriksen en Riley Baugus – 1:39
6. "Sittin' on Top of the World" — gezonden door Jack White (Walter Vinson, Sam Chatmon) – 3:48
7. "Am I Born To Die?" - Tim Eriksen – 2:32
8. "You Will Be My Ain True Love" - Alison Krauss en Sting – 2:31
9. "I'm Going Home" - Sacred Harp Singers at Liberty Church – 2:18
10. "Never Far Away" - performed by Jack White – 3:40
11. "Christmas Time Will Soon Be Over" - Jack White – 3:16
12. "Ruby With The Eyes That Sparkle" - Stuart Duncan en Dirk Powell – 3:11
13. "Lady Margaret" - Cassie Franklin – 3:02
14. "Great High Mountain" - Jack White – 4:33
15. "Anthem" - Gabriel Yared – 3:24
16. "Ada Plays" - Gabriel Yared – 3:18
17. "Ada And Inman" - Gabriel Yared – 5:03
18. "Love Theme" - Gabriel Yared – 3:40
19. "Idumea" (1763 Methodist hymn, lyrics by Charles Wesley) - Sacred Harp Singers at Liberty Church – 3:18

### Uitgave en ontvangst
Cold Mountain werd met positieve reacties ontvangen door critici. Op Rotten Tomatoes scoort de film 71% aan goede beoordelingen. Op Metacritic krijgt de film 73 punten op een schaal van 100.
Filmcriticus Roger Ebert gaf de film drie van vier sterren. Richard Corliss, filmcriticus voor TIME, gaf de film 100 punten van de 100.
Ook financieel was de film een succes. De wereldwijde opbrengst bedroeg $173.013.509, bijna 100 miljoen dollar meer dan het productiebudget.

## Prijzen en nominaties
“Cold Mountain” won in totaal 14 prijzen, en werd voor nog eens 61 andere prijzen genomineerd.
De film werd onder andere genomineerd voor 7 Oscars. Hiervan won Renée Zellweger de prijs voor beste vrouwelijke bijrol. De overige nominaties waren:
- Beste acteur (Jude Law)
- Beste cinematografie (John Seale)
- Beste montage (Walter Murch)
- Beste originele muziek (Gabriel Yared)
- 2x Beste originele lied (1x voor T-Bone Burnett en Elvis Costello, en 1 x voor Sting)

De andere gewonnen prijzen zijn:
- 2 BAFTA Awards: de “Anthony Asquith Award for Film Music” en de prijs voor “beste vrouwelijke bijrol”
- De Critics Choice Award voor beste vrouwelijke bijrol (Renée Zellweger)
- De DFWFCA Award voor beste vrouwelijke bijrol (Renée Zellweger)
- De Golden Globe voor beste vrouwelijke bijrol (Renée Zellweger)
- De  Golden Reel Award voor beste geluidsmontage
- De NBR Award voor beste scenario, bewerking.
- De SDFCS Award voor beste vrouwelijke bijrol (Renée Zellweger)
- De Screen Actors Guild Award voor beste vrouwelijke bijrol (Renée Zellweger)
- De SEFCA Award voor beste vrouwelijke bijrol (Renée Zellweger)
- 3 World Soundtrack Awards: beste originele lied, beste soundtrack en beste componist